# Samuel García (velocista)
Samuel García Cabrera (Santa Cruz de la Palma, 4 dicembre 1991) è un velocista spagnolo, specializzato nei 400 metri piani.

## Biografia
Ha vinto la medaglia di bronzo con la staffetta 4×400 metri agli Europei del 2018. Il suo miglior piazzamento individuale è il 7º posto agli Europei del 2014.
Il suo primato nei 400 m piani è di 45"00 ottenuti a Monachil il 7 luglio 2017.

## Palmarès
| Anno | Manifestazione    | Sede       | Evento        | Risultato  | Prestazione | Note             |
| ---- | ----------------- | ---------- | ------------- | ---------- | ----------- | ---------------- |
| 2009 | Europei juniores  | Novi Sad   | 4×400 m       | Batteria   | 3'23"93     |                  |
| 2010 | Mondiali juniores | Moncton    | 4×400 m       | Batteria   | 3'11"59     |                  |
| 2011 | Europei under 23  | Ostrava    | 4×400 m       | 6º         | 3'07"58     |                  |
| 2012 | Mondiali indoor   | Portland   | 4×400 m       | 5º         | 3'10"01     |                  |
| 2012 | Europei           | Helsinki   | 400 m piani   | Batteria   | dq          |                  |
| 2012 | Europei           | Helsinki   | 4×400 m       | Batteria   | 3'09"11     |                  |
| 2013 | Europei indoor    | Zurigo     | 400 m piani   | Batteria   | 47"76       |                  |
| 2013 | Europei under 23  | Tampere    | 400 m piani   | Batteria   | 46"98       |                  |
| 2013 | Europei under 23  | Tampere    | 4×400 m       | 5º         | 3'05"28     |                  |
| 2013 | Mondiali          | Mosca      | 4×400 m       | Batteria   | 3'04"07     |                  |
| 2014 | Mondiali indoor   | Sopot      | 4×400 m       | Batteria   | 3'10"17     |                  |
| 2014 | Europei           | Zurigo     | 400 m piani   | 7º         | 46"35       |                  |
| 2014 | Europei           | Zurigo     | 400 m piani   | Batteria   | 3'04"68     |                  |
| 2015 | Europei indoor    | Praga      | 400 m piani   | Semifinale | 47"95       |                  |
| 2015 | World Relays      | Nassau     | 4×400 m       | Batteria   | 3'08"49     |                  |
| 2016 | Europei           | Amsterdam  | 400 m piani   | Semifinale | 46"43       |                  |
| 2016 | Europei           | Amsterdam  | 4×400 m       | Batteria   | 3'04"77     |                  |
| 2017 | Europei indoor    | Belgrado   | 400 m piani   | 6º         | 46"74       |                  |
| 2017 | Mondiali          | Londra     | 400 m piani   | Batteria   | 46"37       |                  |
| 2017 | Mondiali          | Londra     | 4×400 m       | 5º         | 3'00"65     |                  |
| 2018 | Mondiali indoor   | Birmingham | 4×400 m       | Batteria   | 3'07"52     |                  |
| 2018 | Europei           | Berlino    | 400 m piani   | Semifinale | 45"87       |                  |
| 2018 | Europei           | Berlino    | 4×400 m       | Bronzo     | 3'00"78     |                  |
| 2019 | Mondiali          | Doha       | 4×400 m       | Batteria   | 3'04"27     |                  |
| 2021 | Europei indoor    | Toruń      | 400 m piani   | Batteria   | 47"02       |                  |
| 2021 | World Relays      | Chorzów    | 4×400 m       | Batteria   | 3'06"09     |                  |
| 2021 | World Relays      | Chorzów    | 4×400 m mista | 6º         | 3'19"65     |                  |
| 2021 | Giochi olimpici   | Tokyo      | 4×400 m mista | Batteria   | 3'13"29     |                  |
| 2022 | Europei           | Monaco     | 4×400 m       | 4º         | 3'00"54     | Record nazionale |
| 2025 | World Relays      | Guangzhou  | 4x400 m mista | Batteria   | 3'14"16     |                  |